# Dadelpalmbosje van Leto

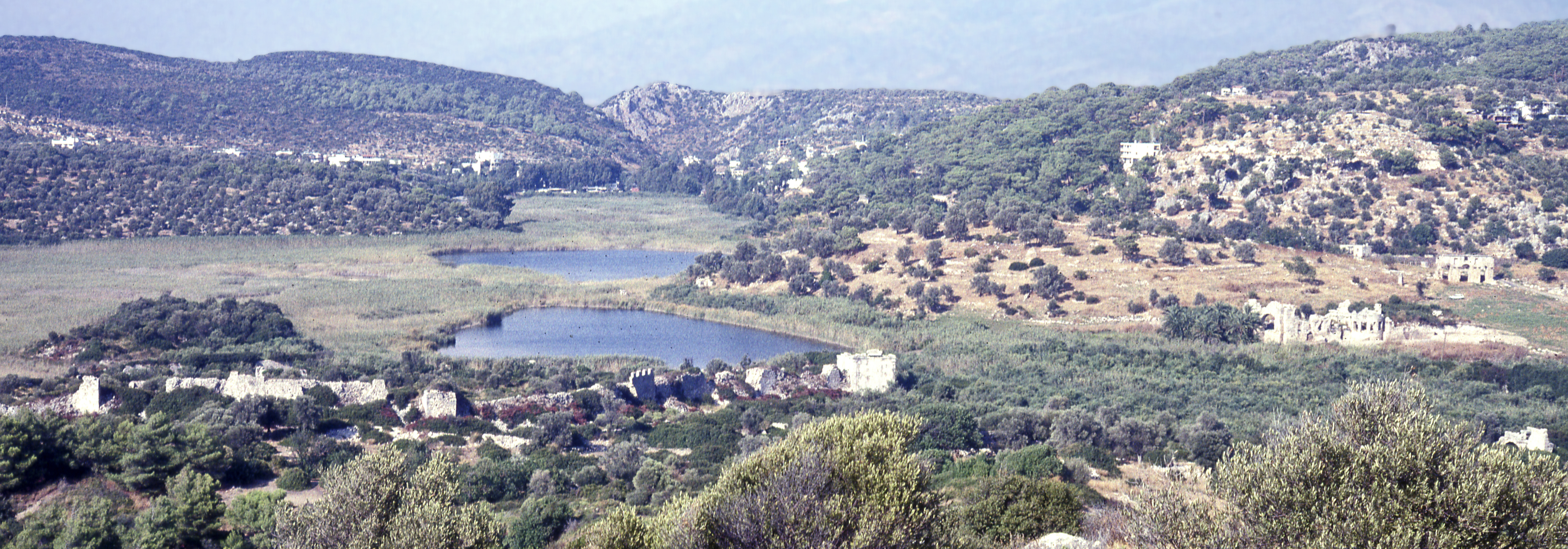
Patara vanuit het zuiden gezien, met de voormalige haven, het huidige Tekerlekgölü en rechts het dadelpalmbosje resp. havenbadhuis

Het dadelpalmbosje van Leto is een stokoud bosje van een dertigtal dadelpalmen in Patara, een verlaten Lycische stad uit de klassieke oudheid aan de Middellandse Zeekust nabij Kaş, Turkije. Dit bosje is mogelijk de plek waarin de Griekse godin Leto geboorte gegeven heeft aan Apollo en functioneerde als openlucht-cultusplek.
Het in elk geval sinds rond het begin van de jaartelling bestaande bosje naast het Pataraanse havenbadhuis is uniek omdat de dadelpalmen de enige van hun soort zijn die in de regio van Patara voorkomen. Het is een wetenschappelijke curiositeit dat het bosje duizenden jaren in een voor de dadelpalm ongeschikte klimaat heeft kunnen overleven.

## Geschiedenis
Volgens overlevering zou het dadelpalmbosje in de periode dat Leto er Apollo baarde reeds voor religieuze doeleinden gebruikt worden. Wetenschappelijk onderzoek heeft het bestaan van het bosje echter vooralsnog tot rond het begin van de jaartelling kunnen identificeren. Getuige de diverse aan Apollo gewijde tempels heeft deze god wel immer een belangrijke rol gespeeld in de Pataraanse gemeenschap.

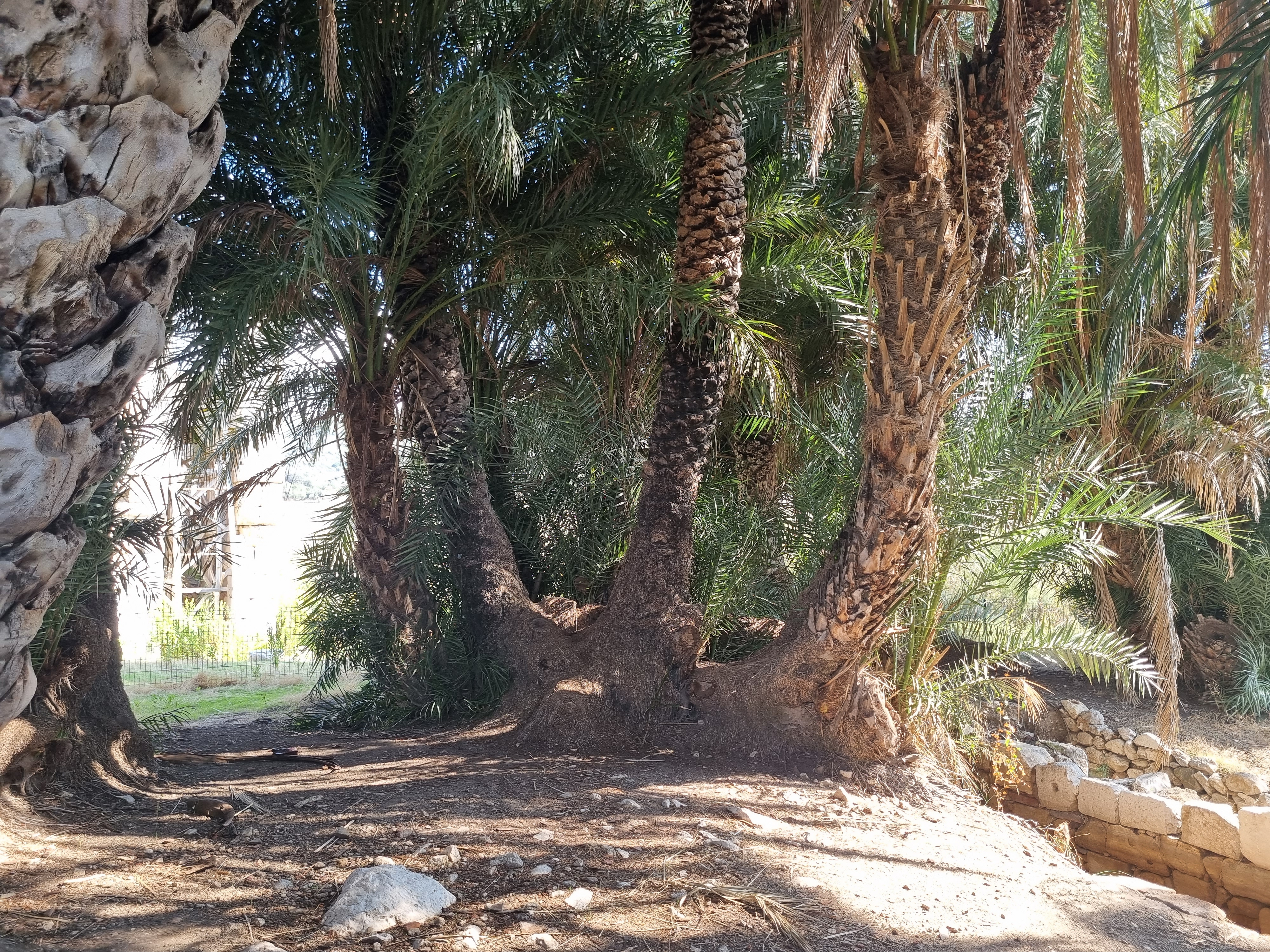
Pad door het dadelpalmboombosje naar het havenbadhuis

Arriverende zeelieden die toen de haven van Patara betraden zouden het bosje passeren voor een bezoek aan het havenbadhuis. Na het baden trokken ze via een pad door het bosje het stadscentrum in.
Na de hoogtijdagen werd Patara in de 11e eeuw verlaten en de stad, de naast het dadelpalmbosje gelegen havenbadhuis incluis, verviel in een ruïne. De natuurlijke haven slibde vanaf de 12e eeuw dicht en de voormalige binnenhaven naast het bosje veranderde in een meertje, door de lokale bevolking Wielmeer (Tekerlekgölü) genoemd.
Het dadelpalmbosje heeft ondanks het ongunstige klimaat de tijd doorstaan. Sinds het begin van de 21e eeuw wordt dit inmiddels omheinde terreintje het dadelpalmbosje van Leto genoemd, omdat het mogelijk de plek was waar Leto geboorte gaf aan Apollo.

## Leto en de geboorte van Apollo

### De mythe
Apollo wordt in de Ilias beschreven als de zoon van Leto en Zeus. Er wordt in diverse oude mythen over de geboorte van Apollo en zijn zuster Artemis verteld en gezegd dat het een tweeling was, die op Delos is geboren. Apollo's geboorte werd beschreven in Homerus' lofzang over Apollo: volgens de mythe zou Leto zich in een dadelpalmbosje gelegen aan een meertje op Delos bevinden toen haar weeën begonnen. Alle godinnen waren aan haar zijde, behalve de godin van de geboorte Eileithyia, die nietsvermoedend op Olympos achtergebleven was omdat de jaloerse Hera haar niet verwittigd zou hebben. Met hulp van de boodschappersgodin Iris kwam Eileithyia alsnog net op tijd om de geboorte in Delos bij te staan. Ze vouwde Leto's armen om een dadelpalm, liet haar door haar knieën zakken en zich op de weide neervlijen, waarop Apollo gezond ter aarde kwam.

### Mythe en werkelijkheid
Ondanks de mythen uit de klassieke oudheid kan het dadelpalmbosje waarin Apollo geboren zou zijn volgens moderne geleerden niet op het rotsachtige Delos zijn geweest. Zo meent M.R. Nilsson bijvoorbeeld dat dit bosje mogelijk in het Lycische Letoon was.
De Turkse archeoloog Fahri Işık beschouwt het huidige dadelpalmbosje in Patara als een mogelijke geboorteplaats van Apollo: Patara en Delos waren twee orakelcentra die elkaar om de zes maanden afwisselenden om 'het orakel van Apollo' te verzorgen. Het orakel in Patara zou gelijkwaardig zijn aan die van Delphi en Delos. De bard Olen, die in Delos lofprijzingen aan Apollo schreef, kwam uit Lycië. Vergillius' uitdrukking 'Lycische Apollo' zou naar het orakelcentrum in deze contreien verwijzen en men geloofde dat de 'Apollo van Patara' een rol gespeeld heeft bij de stichting van Rome. Işık wijst er bovendien op dat volgens Homerus' Ilias-epos Apollo een god was van Anatolische oorsprong met de naam Apaluinas in de Hettitische taal, en dat hij een 'Lycische edelman' was met de titel 'Lykegenes'.
Het meer van Apollo zou naast Leto's dadelpalmbosje in Delos hebben gelegen, alleen is er volgens Işık geen bewijs dat er op dat eiland ooit een bosje of meer geweest is die aan de beschrijving in de mythen voldoet. In Patara daarentegen is er zowel het dadelpalmbosje en het meer: volgens Havva İşkan Işık, de vrouw van Işık en eveneens archeoloog, zou de voorheen natuurlijke binnenhaven van Patara na het dichtslibben door de lokale bevolking Wielmeer (Tekerlekgölü) genoemd worden, wat zou overeenkomen met de mythische naam van het meer van Apollo. Volgens het archeologische echtpaar is er geen andere oude stad als Patara waar mythe en werkelijkheid zo met elkander verweven lijken te zijn.